# Полет 6895 на „Иран Ейсмен Еърлайнс“
Полет 6895 на „Иран Ейсмен Еърлайнс“ е редовен международен пътнически полет от международно летище „Манас“, Бишкек, Киргизстан, до международното летище „Техеран Имам Хомейни“, Техеран, Иран, управляван от „Итек Еър“ от името на „Иран Ейсмен Еърлайнс“. На 24 август 2008 г. самолетът „Боинг 737-219 Адвансед“, който изпълнява полета, се разбива близо до летището в Бишкек, след като екипажът прави опит да върне машината обратно заради технически затруднения. В катастрофата загиват 65 души от общо 85 пътници и 5 членове на екипажа на борда.
Причината за катастрофата е, че екипажът допуска намаляване на височината на самолета през нощта под минималната по време на визуален подход за аварийно кацане на летището (поради разхерметизация, причинена от повредено уплътнение на лявата предна врата), което довежда до сблъсък на машината със земята. Междущатският авиационен комитет заключава, че въпреки притежаването на съответните лицензи „анализът на действителните действия на екипажа по време на подхода, техните обяснения и запитвания показват, че екипажът не е бил правилно обучен за визуални подходи“.
Капитанът и първият офицер са осъдени съответно на 5 години и 2 месеца и 5 години затвор в наказателна колония. Към август 2011 г. се съобщава, че и двамата пилоти са освободени. Към 2025 г. това е най-смъртоносната самолетна катастрофа в Киргизстан.